# Ligue 1 de 2014–15
A Ligue 1 de 2014–15 foi a 77ª edição do Campeonato Francês de Futebol. A edição da temporada 2014-15 começou no dia 8 de agosto de 2014 e terminou no dia 23 de maio de 2015. Assim como nas últimas edições, a Ligue 1 de 2014–15 contou com 20 times. O Paris Saint-Germain sagrou-se campeão.

## Promovidos e Rebaixados
| Pos. | Rebaixados da Ligue 1 |
| ---- | --------------------- |
| 18º  | Sochaux               |
| 19º  | Valenciennes          |
| 20º  | Ajaccio               |

| Pos. | Promovidos da Ligue 2 |
| ---- | --------------------- |
| 1º   | Metz                  |
| 2º   | Lens                  |
| 3º   | Caen                  |

## Regulamento
A Ligue 1 é disputada por 20 clubes em 2 turnos. Em cada turno, todos os times jogam entre si uma única vez. Os jogos do segundo turno serão realizados na mesma ordem no primeiro, apenas com o mando de campo invertido. Não há campeões por turnos, sendo declarado campeão o time que obtiver o maior número de pontos após as 38 rodadas e rebaixados os três com menor número de pontos. O campeonato produz três vagas à Liga dos Campeões da UEFA e uma a Liga Europa da UEFA.

### Critérios de desempate
Caso haja empate de pontos entre dois clubes, os critérios de desempates serão aplicados na seguinte ordem:
1. Saldo de gols
2. Gols marcados
3. Confronto direto

## Participantes

### Número de equipes por região
| Posição | Região                    | Nº de equipes | Equipes                            |
| ------- | ------------------------- | ------------- | ---------------------------------- |
| 1       | Bretanha                  | 3             | Guingamp, Lorient e Rennes         |
| 1       | Ródano-Alpes              | 3             | Thonon Évian, Lyon e Saint-Étienne |
| 3       | Nord-Pas-de-Calais        | 2             | Lens e Lille                       |
| 3       | Provença-Alpes-Costa Azul | 2             | Olympique de Marseille e Nice      |
| 5       | Aquitânia                 | 1             | Bordeaux                           |
| 5       | Champanha-Ardenas         | 1             | Reims                              |
| 5       | Córsega                   | 1             | Bastia                             |
| 5       | Ilha de França            | 1             | Paris Saint-Germain                |
| 5       | Languedoque-Rossilhão     | 1             | Montpellier                        |
| 5       | Lorena                    | 1             | Metz                               |
| 5       | Normandia                 | 1             | Caen                               |
| 5       | Sul-Pirenéus              | 1             | Toulouse                           |
| 5       | País do Loire             | 1             | Nantes                             |
| 5       | Mónaco                    | 1             | Monaco                             |

### Informação dos clubes
| Equipe                 | Cidade           | Treinador           | Estádio (mando)               | Capacidade |
| ---------------------- | ---------------- | ------------------- | ----------------------------- | ---------- |
| Bastia                 | Bastia           | Claude Makélélé     | Stade Armand Cesari           | 17.600     |
| Bordeaux               | Bordéus          | Willy Sagnol        | Stade Chaban-Delmas           | 35.200     |
| Caen                   | Caen             | Patrice Garande     | Stade Michel d'Ornano         | 21.500     |
| Thonon Évian           | Thonon-les-Bains | Pascal Dupraz       | Parc des Sports (Annecy)      | 15.600     |
| Guingamp               | Guingamp         | Jocelyn Gourvennec  | Stade du Roudourou            | 18.185     |
| Lens                   | Lens             | Antoine Kombouaré   | Stade Félix-Bollaert          | 41.229     |
| Lille                  | Lille            | René Girard         | Stade Pierre-Mauroy           | 18.185     |
| Lorient                | Lorient          | Sylvain Ripoll      | Stade du Moustoir             | 16.910     |
| Lyon                   | Lyon             | Hubert Fournier     | Stade de Gerland              | 41.044     |
| Metz                   | Metz             | Albert Cartier      | Stade Saint-Symphorien        | 26.621     |
| Monaco                 | Monaco           | Leonardo Jardim     | Stade Louis II                | 18.523     |
| Montpellier            | Montpellier      | Rolland Courbis     | Stade de la Mosson            | 32.025     |
| Nantes                 | Nantes           | Michel Der Zakarian | Stade de la Beaujoire         | 37.463     |
| Nice                   | Nice             | Claude Puel         | Allianz Riviera               | 35.000     |
| Olympique de Marseille | Marselha         | Marcelo Bielsa      | Stade Vélodrome               | 60.031     |
| Paris Saint-Germain    | Paris            | Laurent Blanc       | Parc des Princes              | 48.712     |
| Reims                  | Reims            | Jean-Luc Vasseur    | Stade Auguste-Delaune         | 21.628     |
| Rennes                 | Rennes           | Philippe Montanier  | Roazhon Park                  | 31.127     |
| Saint-Étienne          | Saint-Étienne    | Christophe Galtier  | Geoffroy-Guichard             | 35.616     |
| Toulouse               | Toulouse         | Alain Casanova      | Stadium Municipal de Toulouse | 35.472     |

## Classificação
| Pos | Equipes                | Pts | J  | V  | E  | D  | GM | GS | SG  | Classificação ou rebaixamento                                     |
| --- | ---------------------- | --- | -- | -- | -- | -- | -- | -- | --- | ----------------------------------------------------------------- |
| 1   | Paris Saint-Germain    | 83  | 38 | 24 | 11 | 3  | 83 | 36 | +47 | Fase de Grupos da Liga dos Campeões da UEFA de 2015–16            |
| 2   | Lyon                   | 75  | 38 | 22 | 9  | 7  | 72 | 33 | +39 | Fase de Grupos da Liga dos Campeões da UEFA de 2015–16            |
| 3   | Monaco                 | 71  | 38 | 20 | 11 | 7  | 51 | 26 | +25 | Terceira pré-eliminatória da Liga dos Campeões da UEFA de 2015–16 |
| 4   | Olympique de Marseille | 69  | 38 | 21 | 6  | 11 | 76 | 42 | +34 | Fase de grupos da Liga Europa da UEFA de 2015–16                  |
| 5   | Saint-Étienne          | 69  | 38 | 19 | 12 | 7  | 51 | 30 | +21 | Terceira pré-eliminatória da Liga Europa da UEFA de 2015–16       |
| 6   | Bordeaux               | 63  | 38 | 17 | 12 | 9  | 47 | 44 | +3  | Terceira pré-eliminatória da Liga Europa da UEFA de 2015–16       |
| 7   | Montpellier            | 56  | 38 | 16 | 8  | 14 | 46 | 39 | +7  |                                                                   |
| 8   | Lille                  | 56  | 38 | 16 | 8  | 14 | 43 | 42 | +1  |                                                                   |
| 9   | Rennes                 | 50  | 38 | 13 | 11 | 14 | 35 | 42 | −7  |                                                                   |
| 10  | Guingamp               | 49  | 38 | 15 | 4  | 19 | 41 | 55 | −14 |                                                                   |
| 11  | Nice                   | 48  | 38 | 13 | 9  | 16 | 44 | 53 | −9  |                                                                   |
| 12  | Bastia                 | 47  | 38 | 12 | 11 | 15 | 37 | 46 | −9  |                                                                   |
| 13  | Caen                   | 46  | 38 | 12 | 10 | 16 | 54 | 55 | −1  |                                                                   |
| 14  | Nantes                 | 45  | 38 | 11 | 12 | 15 | 29 | 40 | −11 |                                                                   |
| 15  | Reims                  | 44  | 38 | 12 | 8  | 18 | 47 | 66 | −19 |                                                                   |
| 16  | Lorient                | 43  | 38 | 12 | 7  | 19 | 44 | 50 | −6  |                                                                   |
| 17  | Toulouse               | 42  | 38 | 12 | 6  | 20 | 43 | 64 | −21 |                                                                   |
| 18  | Thonon Évian           | 37  | 38 | 11 | 4  | 23 | 41 | 62 | −21 | Zona de rebaixamento à Ligue 2                                    |
| 19  | Metz                   | 30  | 38 | 7  | 9  | 22 | 31 | 61 | −30 | Zona de rebaixamento à Ligue 2                                    |
| 20  | Lens                   | 29  | 38 | 7  | 8  | 23 | 32 | 61 | −29 | Zona de rebaixamento à Ligue 2                                    |

## Confrontos
Para ler a tabela, a linha horizontal representa os jogos da equipe como mandante. A coluna vertical indica os jogos da equipe como visitante. 
|                        | BAS | BOR | CAE | EVI | GUI | LEN | LIL | LOR | LYO | MAR | MET | MON | MNT | NAN | NIC | PSG | REI | REN | SET | TOU |
| ---------------------- | --- | --- | --- | --- | --- | --- | --- | --- | --- | --- | --- | --- | --- | --- | --- | --- | --- | --- | --- | --- |
| Bastia                 |     |     |     | 1–2 |     | 1–1 |     | 0–2 | 0–0 | 3–3 |     | 1–3 | 2–0 | 0–0 |     |     |     |     |     | 1–0 |
| Bordeaux               | 1–1 |     | 1–1 | 2–1 |     |     | 1–0 | 3–2 |     |     |     | 4–1 |     |     |     |     |     | 2–1 |     | 2–1 |
| Caen                   |     |     |     |     |     |     | 0–1 | 2–1 |     | 1–2 |     |     | 1–1 | 1–2 | 2–3 | 0–2 |     | 0–1 |     |     |
| Evian                  |     |     | 0–3 |     | 2–0 | 2–1 |     |     | 2–3 | 1–3 | 3–0 |     |     | 0–2 | 1–0 | 0–0 |     |     |     |     |
| Guingamp               | 1–0 | 2–1 | 5–1 |     |     |     |     |     |     | 0–1 | 0–1 |     |     | 0–1 | 2–7 |     |     | 0–1 | 0–2 |     |
| Lens                   |     | 1–2 | 0–0 |     | 0–1 |     | 1–1 |     |     |     | 2–0 |     |     |     |     | 1–3 | 4–2 |     | 0–1 |     |
| Lille                  | 1–0 |     |     |     | 1–2 |     |     | 2–0 |     |     | 0–0 |     | 0–0 | 2–0 |     | 1–1 |     |     | 1–1 |     |
| Lorient                |     |     |     | 0–2 | 4–0 | 1–0 |     |     |     | 1–1 |     |     |     |     | 0–0 | 1–2 | 0–1 |     | 0–1 |     |
| Lyon                   |     |     |     |     | 3–1 | 0–1 | 3–0 | 4–0 |     | 1–0 |     | 2–1 | 5–1 |     |     |     | 2–1 | 2–0 |     |     |
| Olympique de Marseille |     | 3–1 |     |     |     | 2–1 |     |     |     |     |     |     | 0–2 | 2–0 | 4–0 |     |     | 3–0 | 2–1 | 2–0 |
| Metz                   | 3–1 | 0–0 | 3–2 |     |     |     |     |     | 2–1 |     |     |     |     | 1–1 |     | 2–3 | 3–0 | 0–0 |     |     |
| Monaco                 |     |     | 2–2 | 2–0 | 1–0 | 2–0 | 1–1 | 1–2 |     |     |     |     |     |     | 0–1 |     | 1–1 |     |     |     |
| Montpellier            |     | 0–1 |     | 2–0 | 2–1 |     |     | 1–0 |     |     | 2–0 | 0–1 |     |     |     |     |     |     | 0–2 | 2–0 |
| Nantes                 |     |     |     |     |     | 1–0 |     |     | 1–1 |     |     | 0–1 | 1–0 |     | 2–1 |     | 1–1 | 1–1 | 0–0 | 1–2 |
| Nice                   | 0–1 | 1–3 |     |     |     |     | 1–0 |     | 1–3 |     | 1–0 |     | 1–1 |     |     |     | 0–0 | 1–2 |     | 3–2 |
| Paris Saint-Germain    | 2–0 | 3–0 |     |     |     |     |     |     | 1–1 | 2–0 |     | 1–1 |     | 2–1 | 1–0 |     |     |     | 5–0 |     |
| Reims                  | 2–1 | 1–0 | 0–2 |     | 2–3 |     | 2–0 |     |     | 0–5 |     |     | 1–0 |     |     | 2–2 |     |     |     | 2–0 |
| Rennes                 |     |     |     | 6–2 |     | 2–0 | 2–0 | 1–0 |     |     |     | 2–0 | 0–4 |     |     | 1–1 |     |     |     | 0–3 |
| Saint-Étienne          | 1–0 | 1–1 | 1–0 |     |     |     |     |     | 3–0 |     | 1–0 | 1–1 |     |     |     |     | 3–1 | 0–0 |     | 0–1 |
| Toulouse               |     |     | 3–3 | 1–0 |     | 0–2 |     | 2–3 | 2–1 |     | 3–0 | 0–2 |     |     |     | 1–1 |     |     |     |     |

| Vitória do mandante; Vitória do visitante; Empate. |

## Estatísticas
| Pos. | Jogador             | Equipe                 | Gols |
| ---- | ------------------- | ---------------------- | ---- |
| 1    | Alexandre Lacazette | Lyon                   | 27   |
| 2    | André-Pierre Gignac | Olympique de Marseille | 21   |
| 3    | Zlatan Ibrahimovic  | Paris Saint-Germain    | 19   |
| 4    | Edison Cavani       | Paris Saint-Germain    | 18   |
| 5    | Max Gradel          | Saint-Étienne          | 17   |
| 5    | Claudio Beauvue     | Guingamp               | 17   |
| 7    | Diego Rolán         | Bordeaux               | 15   |
| 8    | Wissam Ben Yedder   | Toulouse               | 14   |
| 9    | Nabil Fekir         | Lyon                   | 13   |
| 10   | Jordan Ayew         | Lorient                | 12   |
| 11   | Christophe Mandanne | Guingamp               | 11   |
| 11   | Lucas Barrios       | Montpellier            | 11   |
| 13   | Carlos Eduardo      | Nice                   | 10   |
| 13   | André Ayew          | Olympique de Marseille | 10   |
| 13   | Mathieu Duhamel     | Thonon Évian           | 10   |

| Pos. | Jogador            | Equipe                 | Assists. |
| ---- | ------------------ | ---------------------- | -------- |
| 1    | Dimitri Payet      | Olympique de Marseille | 16       |
| 2    | Javier Pastore     | Paris Saint-Germain    | 10       |
| 3    | Nabil Fekir        | Lyon                   | 9        |
| 3    | Yannick Carrasco   | Monaco                 | 9        |
| 5    | Romain Hamouma     | Saint-Étienne          | 8        |
| 5    | Marco Verratti     | Paris Saint-Germain    | 8        |
| 7    | Clinton N'Jie      | Lyon                   | 7        |
| 7    | Alassane Pléa      | Nice                   | 7        |
| 7    | Jérémy Pied        | Guingamp               | 7        |
| 7    | Anthony Mounier    | Montpellier            | 7        |
| 11   | Jordan Ferri       | Lyon                   | 6        |
| 11   | Zlatan Ibrahimovic | Paris Saint-Germain    | 6        |
| 11   | Jordan Ayew        | Lorient                | 6        |
| 11   | Paul-Georges Ntep  | Rennes                 | 6        |
| 11   | Diego Rigonato     | Reims                  | 6        |

## Prêmios
|                      | Jogador             | Equipe                 |
| -------------------- | ------------------- | ---------------------- |
| Melhor jogador       | Alexandre Lacazette | Lyon                   |
| Melhor jogador jovem | Nabil Fekir         | Lyon                   |
| Melhor goleiro       | Steve Mandanda      | Olympique de Marseille |
| Melhor treinador     | Laurent Blanc       | Paris Saint-Germain    |

### Seleção do Campeonato
| Pos. | Jogador             | Clube                  |
| ---- | ------------------- | ---------------------- |
| G    | Steve Mandanda      | Olympique de Marseille |
| LD   | Christophe Jallet   | Lyon                   |
| Z    | Thiago Silva        | Paris Saint-Germain    |
| Z    | David Luiz          | Paris Saint-Germain    |
| LE   | Maxwell             | Paris Saint-Germain    |
| M    | Dimitri Payet       | Olympique de Marseille |
| M    | Marco Verratti      | Paris Saint-Germain    |
| M    | Javier Pastore      | Paris Saint-Germain    |
| A    | Alexandre Lacazette | Lyon                   |
| A    | Zlatan Ibrahimović  | Paris Saint-Germain    |
| A    | Nabil Fekir         | Lyon                   |

## Premiação
| Ligue 1 de 2014–15            |
| ----------------------------- |
| Paris Saint-Germain 5º título |